# Litvánia közigazgatása
Litvánia jelenlegi közigazgatási felosztását 1994-ben hozták létre, majd 2000-ben némileg módosították. Az ország tíz megyéből áll, melyek a székhelyükről kapták nevüket. A megyék élén a kormányzó áll, akit a vilniusi központi kormányzat nevez ki. Legfőbb feladatuk a helyi önkormányzatok törvényességi felügyelete. A megyék összesen 60 helyi önkormányzatra (városokra és járásokra) oszlanak, amelyek tovább bonthatók több, mint 300 kerületre. Minden helyi önkormányzatot négy évre választott tanács irányít.

## Megyék

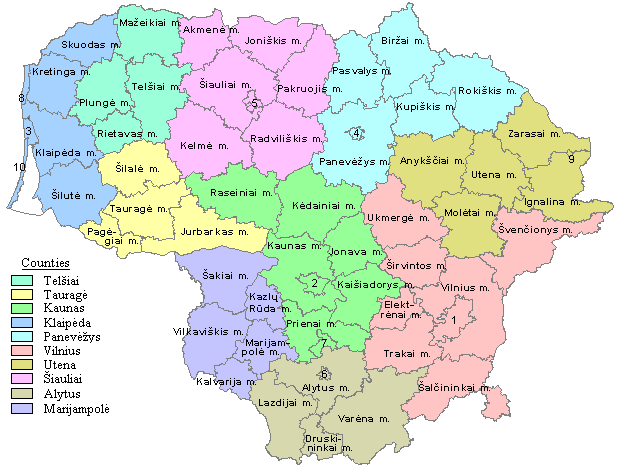
Litvánia közigazgatási felosztása

Az ország tíz megyéből (apskritys, tsz. apskritis) áll. A megyék a székhelyükről kapták nevüket. Feladatuk az állami fennhatóság gyakorlása a regionális szinten.
A regionális fejlesztési tanács (regiono pletros taryba) lefekteti a fejlesztéspolitika irányvonalait, és egyeztet a központi kormányzattal a regionális fejlesztés kérdéseiről. A tanács a megye helyi önkormányzatainak képviselőiből, valamint a megye kormányzójából áll.
A megyék élén a kormányzó (apskrities virsininkas) áll, akit a kormány nevez ki. Az állami feladatokat hajtja végre helyi szinten.
A megyék feladatai a következő területekre terjednek ki:
- Az állami politikák végrehajtása regionális szinten
- Az általános fejlesztési irányvonalak kijelölése[2]

A megyék átlagos népessége 338 488 fő. A legnépesebb Vilnius megye 847 754 lakossal, a legkisebb lakosságú pedig Telsiai megye 174 573 fős népességgel (2007. január 1.).

## Helyi önkormányzatok
A megyék összesen 60 helyi önkormányzatra oszlanak (savivaldybė, tsz. savivaldybės).
Az önkormányzatokat a tanács (savivaldybes taryba) irányítja, amelyet négy évre választanak általános, közvetlen választások során. Ez a jogalkotó és döntéshozó testület; elfogadja a költségvetést, és alacsonyabb szintű közigazgatási egységeket (kerületeket) hozhat létre.
A jegyző (administracijos direktorius, tkp. adminisztratív igazgató) felelős a végrehajtási feladatokért. A tanács nevezi ki, és személyesen, közvetlenül felel a törvények, valamint a kormány és a tanács határozatainak végrehajtásáért az önkormányzat területén.
A polgármestert (meras) a tanács választja saját tagjai közül. Ő a helyi önkormányzat vezetője, és ő vezeti a tanács üléseit.
A helyi önkormányzatok feladatai a következő területekre terjednek ki:
- Oktatás (bölcsődei és óvodai ellátás, általános és középiskolai oktatás)
- Kultúra
- Sport
- Idegenforgalom
- Környezetvédelem, népegészségügy
- Munkerőpiaci beavatkozások, vállalkozásösztönzés
- Alapfokú egészségügyi ellátás
- Közszolgáltatások és ingatlangazdálkodás
- Területi tervezés[2]

A helyi önkormányzatok átlagos népessége 56 414 fő. A legnépesebb Vilnius 555 733 lakossal, a legkisebb lakosságú pedig Neringa 3371 fős népességgel (2007. január 1.).

## Kerületek
A helyi önkormányzatok tovább bonthatók több, mint 300 kerületre.